# Захисний колоїд
Захисний колоїд (англ. protective colloid) — гідрофільний колоїд, що має властивість при додаванні його в дуже малих кількостях до гідрофобного золю захищати такий золь від коагулюючої дії електролітів.
Розширено — ліофільний колоїд, який, будучи доданим у невеликій кількості до ліофобного колоїда, збільшує стабільність останнього.